# Alessandro Lante Montefeltro della Rovere
Alessandro Lante Montefeltro della Rovere (Roma, 27 de novembro de 1762 - Bolonha, 14 de julho de 1818) foi um cardeal italiano.

## Biografia
O cardeal e descendente de uma das principais famílias da aristocracia romana, originalmente de Pisa. Filho do duque Filippo Lante de Bomarzo e de sua segunda esposa, Faustina Capranica. Seu sobrenome também está listado como Lante Montefeltro della Rovere. Meio-irmão do cardeal Antonio Lante Montefeltro della Rovere (1816). Sobrinho tataraneto do cardeal Marcello Lante (1606). Sobrinho-neto do cardeal Federico Marcello Lante della Rovere (1743).
Estudou com os beneditinos em Roma, e depois no Collegio Clementino. Obteve o grau de doutorado in utroque iure em direito canônico e civil na Universidade La Sapienza, em Roma, em 2 de agosto de 1785. Completou sua formação jurídica com os advogados Filippo Carandini, Giovanni Battista Quarantotto e Francesco Riganti.
Entrou na prelatura romana como prelado doméstico e referendário em 16 de junho de 1785. O Papa Pio VI nomeou-o beneficiário da basílica patriarcal do Vaticano em 18 de julho de 1784. Após a restauração do governo papal em Roma, o Papa Pio VII nomeou-o secretário da congregação para o restabelecimento do sistema papal de governo, em 9 de julho de 1800. Secretário da SC do Bom Governo, 30 de outubro de 1800. Protonotário apostólico antes 22 de novembro de 1800. Prelado da SC da Imunidade Eclesiástica antes de 20 de dezembro de 1800. Tesoureiro geral da Câmara Apostólica, 28 de setembro de 1801; foi um dos principais protagonistas das políticas de reforma do Cardeal Ercole Consalvi, secretário de Estado; ocupou o cargo até a ocupação francesa de Roma; retirou-se para a Toscana e foi um dos membros fundadores da Academia da Religião Católica. Após a restauração do governo papal em Roma, ele foi comprometido diante dos olhos dozelanti, e foi substituído como tesoureiro geral da Câmara Apostólica por Luigi Ercolani. Pró-tesoureiro da Comissão de Estado, 14 de maio de 1814; depois seu ecônomo geral, em título, em 23 de setembro de 1814. A volta ao poder do cardeal Consalvi permitiu-lhe desfazer as acusações contra ele e ser promovido a cardinalato.
Criado cardeal diácono no consistório de 8 de março de 1816; recebeu o chapéu vermelho em 11 de março de 1816; e a diaconia de S. Eustachio, 29 de abril de 1816. Legado apostólico na cidade e província de Bolonha, 6 de setembro de 1816; ele entrou em sua legação em 29 de setembro de 1816.
Morreu em Bolonha em 14 de julho de 1818. Exposto e enterrado no altar da confissão na catedral metropolitana de Bolonha. Transferido para um novo monumento na mesma catedral, em 13 de outubro de 1858.